# Własny kawałek świata
Własny kawałek świata (hiszp. Un lugar en el mundo) – argentyńsko-urugwajsko-hiszpański film fabularny z 1992 roku w reżyserii Adolfa Aristaraina. Zdjęcia do filmu kręcono w San Luis w Argentynie.
Film był nominowany do Oscara w 1993 roku jako film nieanglojęzyczny.

## Fabuła
W zapomnianym i niszczejącym zakątku Argentyny, żyje dwunastoletni Ernesto (Gaston Batyi) oraz jego rodzice – ojciec Mario (Federico Luppi) oraz matka Ana (Cecilia Roth). Kilka lat wcześniej, w czasach dyktatury w Argentynie, włóczyli się po świecie. Kiedy otrzymali możliwość powrotu do ojczyzny, nie zamieszkali w Buenos Aires. Osiedlili się z dala od wielkiego miasta, by tu właśnie tworzyć własny kawałek świata. Mario, ceniony profesor uniwersytecki, rozpoczął pracę w prowincjonalnej szkole oraz rozpoczął organizować coś na kształt spółdzielni wełniarskiej. Ana wraz z zakonnicą Neldą rozpoczęły działanie kliniki medycznej.

## Role
- José Sacristán jako Hans
- Federico Luppi jako Mario
- Leonor Benedetto jako Nelda
- Cecilia Roth jako Ana
- Rodolfo Ranni jako Andrada
- Hugo Arana jako Zamora
- Gastón Batyi jako Ernesto
- Lorena del Río jako Luciana
- Mario Alarcón jako Juan